# Bdelyrus lagopus
Bdelyrus lagopus là một loài bọ cánh cứng trong họ Bọ hung (Scarabaeidae).